# 메리 기시
메리 로빈슨 기시(영어: Mary Robinson Gish, 1876년 9월 16일 ~ 1948년 9월 17일)는 미국의 배우로, 릴리언 기시와 도로시 기시의 어머니이다.